# L'Obaga (Torallola)
L'Obaga és una obaga del terme municipal de Conca de Dalt, al Pallars Jussà, a l'antic terme de Toralla i Serradell, en territori del poble de Torallola.
Està situada a prop tot al nord, fent un arc, de Torallola, al vessant nord-est del Serrat del Tossal. És al sud de la Roca del Carant i a la dreta del barranc de la Roca del Carant.